# Pedro Ramírez Vázquez
Pour les articles homonymes, voir Vasquez.
Pedro Ramírez Vázquez (né le 16 avril 1919 à Mexico et mort le 16 avril 2013, jour de son 94e anniversaire, dans la même ville) est un architecte mexicain.

## Biographie
Il a réalisé le Musée national d'anthropologie de Mexico, le stade Azteca, la Basilique Notre-Dame-de-Guadalupe de Mexico, le centre culturel de Tijuana, le stade Cuauhtémoc et le musée olympique de Lausanne. Il a, pendant quelques mois, été associé au projet de construction de l'Opéra Bastille, à Paris, pour aider, avec Jean Nouvel, l'architecte Carlos Ott, lauréat du concours international.
Il a été également membre du Comité international olympique[réf. nécessaire].
En 1976, on lui confia le projet de la nouvelle basilique visant à accueillir la Tilma de Guadeloupe (image acheiropoïète de la Vierge Marie). Ayant demandé à étudier l'image, il s'est par la suite converti au catholicisme.

## Décorations et distinctions
- Membre de l'Académie du royaume du Maroc[3].